# Ридлофф, Лорен
Лорен Ридлофф (англ. Lauren Ridloff; род. 6 апреля 1978, Чикаго, Иллинойс, США) — американская актриса, наиболее известная по ролям Конни в сериале AMC «Ходячие мертвецы» и Маккари в фильме «Вечные».

## Ранние годы
Лорен Теруэль родилась в Чикаго, штат Иллинойс, США. Её отец работал преподавателем в Иллинойском университете в Чикаго, а мать была художницей. Они жили в чикагском районе «Хайд-парк». О глухоте своей дочери они узнали в 2 года. Они выучили жестовый язык, а также записали её в католическую школу для слабослышащих. Позже её отправили учиться в среднюю школу для глухих в Вашингтоне. Там она показывала отличные результаты в учёбе, а также входила в группу поддержки, что сделало её одной из первых слабослышащих участниц группы поддержки международного уровня. После окончания средней школы, она поступила в Университет штата Калифорния в Нортридже, в котором базировался Национальный центр глухонемых. Там она занялась изучением английского языка. 
После окончания университета в 2000 году она была вовлечена в программу по улучшению среднего образования для глухих и слабослышащих. В том же году она победила в конкурсе Национальной ассоциации слабослышащих «Мисс глухая Америка». До этого она уже побеждала в подобном конкурсе «Мисс глухой Иллинойс». Позже она поступила в Хантерский колледж с целью стать педагогом. После получения степени магистра в области образования в 2005 году она начала работать в детском саду в Нью-Йорке.

## Карьера
Ридлофф начала свою актёрскую карьеру с небольшой роли в фильме «Мир, полный чудес», хотя изначально она являлась консультантом по языку жестов. Чуть позже она появилась в клипе «Love Me Now» Джона Ледженда. В 2018 году она присоединилась к производству пьесы «Дети меньшего бога» как специалист по языку жестов, но вскоре режиссёр Кенни Леон предложил ей главную роль в пьесе. По мнению Ридлофф, самым сложным аспектом данной роли было использование её голоса, которым она не пользовалась с 13 лет. Премьера возрождённой пьесы состоялась на Бродвее в апреле 2018 года, а закрытие — 27 мая 2018 года. За актерскую работу в пьесе Ридлофф была номинирована на ряд театральных наград, включая премию «Тони» за «лучшую женскую роль в пьесе».

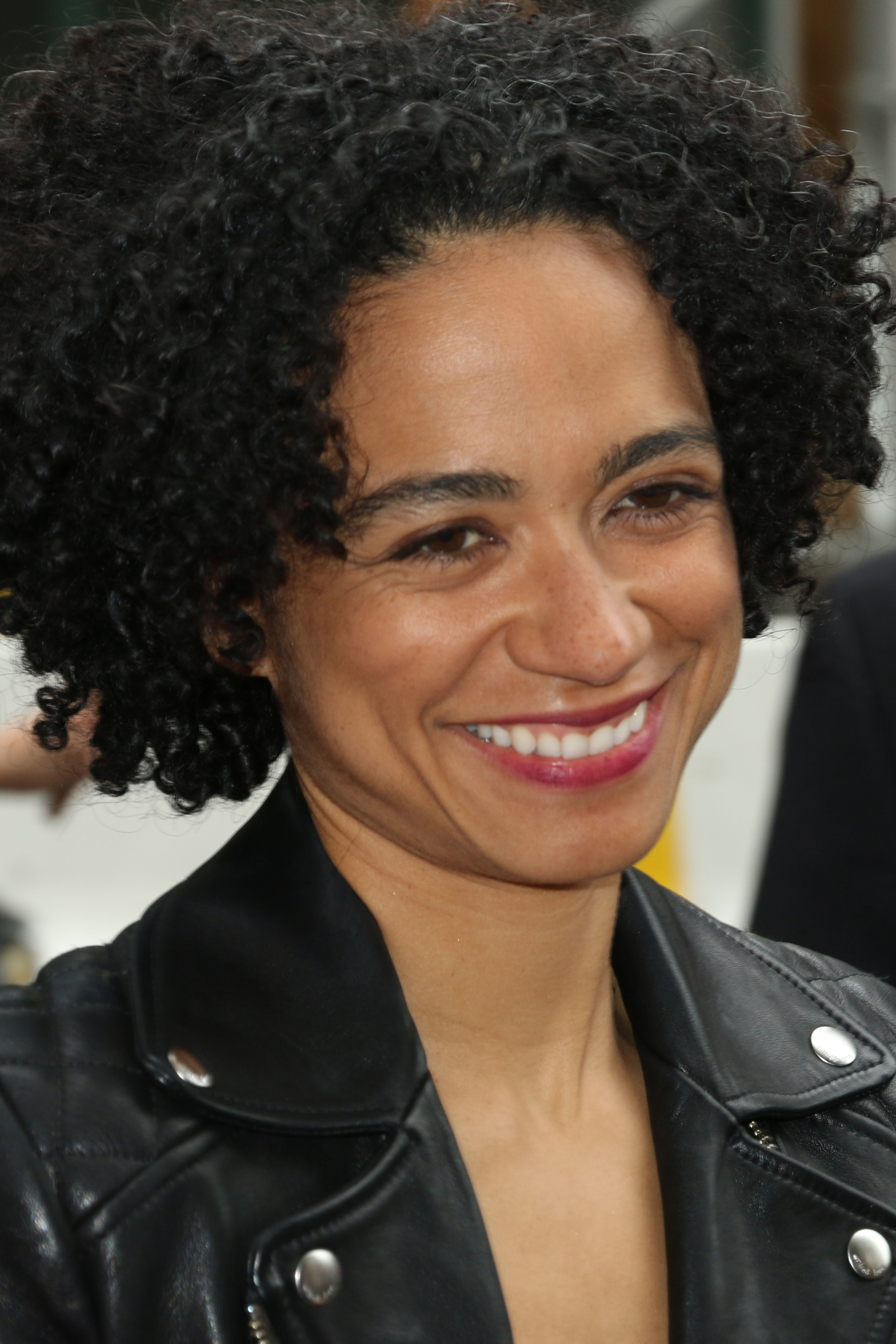
Ридлофф на завершении показа пьесы «Дети меньшего бога» в мае 2018 года.

Ридлофф является большим фанатом «Ходячих мертвецов», поэтому она проявила желание присоединиться к актёрскому составу сериала и получила роль Конни, впервые появившейся в девятом сезоне. В июле 2019 года Ридлофф получила роль Маккари в супергеройском фильме от Marvel «Вечные».

## Личная жизнь
Лорен вышла замуж за Дугласа Ридлоффа в 2006 году. У пары есть двое детей, которые также имеют проблемы со слухом. Семья проживает в Уильямсберге, Бруклин, Нью-Йорк.

## Фильмография
| Год       |     | Русское название  | Оригинальное название         | Роль    |
| --------- | --- | ----------------- | ----------------------------- | ------- |
| 2011      | ф   | —                 | If You Could Hear My Own Tune | Фатима  |
| 2016      | с   | —                 | Five Under Five Project       | мама    |
| 2017      | ф   | Мир, полный чудес | Wonderstruck                  | Перл    |
| 2017      | ф   | —                 | Sign Gene                     | агент   |
| 2018      | с   | Наследие          | Legacies                      | Дракон  |
| 2018—2022 | с   | Ходячие мертвецы  | The Walking Dead              | Конни   |
| 2019      | кор | —                 | See Through                   | Джесси  |
| 2019      | с   | Новый Амстердам   | New Amsterdam                 | Марго   |
| 2019      | ф   | Звук металла      | Sound of Metal                | Дайан   |
| 2021      | ф   | —                 | The Magnificent Meyersons     | Тэмми   |
| 2021      | ф   | Вечные            | The Eternals                  | Маккари |

## Награды и номинации
| Год  | Награда                           | Категория                      | Название работы    | Результат |
| ---- | --------------------------------- | ------------------------------ | ------------------ | --------- |
| 2018 | Тони                              | Лучшая женская роль в пьесе    | Дети меньшего бога | Номинация |
| 2018 | Премия Лиги Драмы                 | Лучшее театральное выступление | Дети меньшего бога | Номинация |
| 2018 | Премия Внешнего общества критиков | Лучшая актриса в пьесе         | Дети меньшего бога | Номинация |
| 2020 | CinEuphoria Awards                | Специальный приз               | Ходячие мертвецы   | Победа    |